# Phelotrupes metallescens
Phelotrupes metallescens är en skalbaggsart som beskrevs av Leon Fairmaire 1894. Phelotrupes metallescens ingår i släktet Phelotrupes och familjen tordyvlar. Inga underarter finns listade i Catalogue of Life.